# Xenonová otrava
Xenonová otrava reaktoru je nepříznivý účinek provozování jaderného reaktoru na nižší výkon, než je nominální udávaný výkon.

## Důvod a následky
Xenonová otrava jádra reaktoru vzniká při štěpné reakci reaktoru. Pokaždé, když se rozštěpí jeden atom prvku uranu-235, vznikne hlavně teplo, společně s ním ale i vedlejší látky, které nejsou příznivé pro provoz. Jedním z nich je xenon-135.
Jedna z největších nevýhod xenonu-135 je, že utlumuje štěpnou reakci, což má za následek obtížné monitorování a kontrolu výkonu. Tento jev byl pozorován zejména u reaktorů typu RBMK.
Xenonová otrava jádra byla jedna z hlavních příčin jaderné havárie elektrárny Černobyl, protože nebyla dodržena bezpečná lhůta odstavení reaktoru, aby xenon-135 stihl vyprchat a výkon se dal snáze ovládat.

## Výskyt u moderních reaktorů
Tento jev se však nevyskytuje pouze u prvotních typů reaktorů, ale můžeme se s ním setkat i u moderních jaderných elektráren s reaktory typu PWR (VVER, AP1000, …). Jev má velký význam pro řízení reaktivity a správného vyvedení na výkon. Obzvláště nebezpečná je nestacionární xenonová otrava a tzv. jodová jáma, která se vyskytuje cca 8 až 9 hodin po snížení výkonu (např. odstavení reaktoru). Během této otravy je vnášena nejdříve záporná reaktivita a po určité době kladná reaktivita, což se přesně stalo v Černobylu. 